# Ogbomosho North
Ogbomosho North è una delle trentatré aree a governo locale (local government areas) in cui è suddiviso lo stato di Oyo, nella Repubblica Federale della Nigeria.
Conta una popolazione di 198.720 abitanti.